# Gruppoide (teoria delle categorie)
In matematica, un gruppoide è una struttura algebrica usata per generalizzare gruppi e azioni di gruppo.
Il concetto di gruppoide è stato introdotto da Heinrich Brandt nel 1927; spesso quindi tale entità viene chiamata gruppoide di Brandt.
Successivamente, inspirandosi alla teoria classica dei gruppi di Lie, in geometria differenziale è stata sviluppata una nozione di gruppoide dotato di una struttura differenziale compatibile, detto gruppoide di Lie.

## Definizione
In senso algebrico, un gruppoide è definito come un insieme {\displaystyle G} munito di una funzione parziale {\displaystyle \oplus } e di una funzione totale −1 che soddisfano le seguenti condizioni per ogni {\displaystyle f} e {\displaystyle g} in {\displaystyle G}:
- {\displaystyle \oplus } è associativa, cioè se esistono sia {\displaystyle f\oplus g} che {\displaystyle g\oplus h}, allora {\displaystyle (f\oplus g)\oplus h} e {\displaystyle f\oplus (g\oplus h)} sono definite e coincidono;
- {\displaystyle f^{-1}\oplus f} e {\displaystyle f\oplus f^{-1}} sono sempre definite;
- Se {\displaystyle f\oplus g} è definita, allora  {\displaystyle f\oplus g\oplus g^{-1}=f} e {\displaystyle f^{-1}\oplus f\oplus g=g} (non è necessario specificare che sono definite, in quanto ciò segue banalmente dalle prime due condizioni).

In senso categoriale, un gruppoide è definito come una categoria piccola in cui tutti i morfismi sono invertibili. Denotando {\displaystyle G} e {\displaystyle M}, rispettivamente, gli insiemi dei morfismi e degli oggetti, un gruppoide possiede le seguenti mappe di struttura:
- Una mappa sorgente {\displaystyle s\colon G\rightarrow M}, che associa ad ogni morfismo {\displaystyle g\colon x\to y} il suo oggetto sorgente {\displaystyle x.}
- Una mappa bersaglio {\displaystyle t\colon G\rightarrow M}, che associa ad ogni morfismo {\displaystyle g\colon x\to y} il suo oggetto bersaglio {\displaystyle y.}
- Una moltiplicazione parziale {\displaystyle m\colon G\times _{M}G\rightarrow G}, che associa a due morfismi compatibili {\displaystyle g_{2}\colon y\to z} e {\displaystyle g_{1}\colon x\to y} la loro composizione {\displaystyle g_{2}\cdot g_{1}\colon x\to z.}
- Una mappa unità {\displaystyle u\colon M\rightarrow G}, che associa ad ogni oggetto {\displaystyle x} il morfismo identità {\displaystyle \mathrm {id} _{x}.}
- Una mappa inversione {\displaystyle i\colon G\rightarrow G}, che associa ad ogni morfismo {\displaystyle g\colon x\to y} il suo inverso {\displaystyle g^{-1}\colon y\to x.}

Un gruppoide viene spesso schematicamente rappresentato da {\displaystyle G\rightrightarrows M} (le due frecce indicano le mappe sorgente e bersaglio).

## Esempi e prime proprietà
Dato un gruppoide {\displaystyle G\rightrightarrows M}, si definisce orbita attraverso {\displaystyle x\in M} l'insieme {\displaystyle {\mathcal {O}}(x):=t(s^{-1}(x))\subseteq M} degli elementi di {\displaystyle M} che si collegano ad {\displaystyle x} tramite un morfismo di {\displaystyle G}. Le orbite di un gruppoide formano una partizione di {\displaystyle M}; un gruppoide è detto transitivo se ammette una sola orbita, cioè se ogni due punti di {\displaystyle M} possono essere da morfismi.
L'insieme {\displaystyle G_{x}:=s^{-1}(x)\cap t^{-1}(x)\subseteq G} dei morfismi che hanno sorgente e bersaglio uguale a {\displaystyle x} è detto gruppo di isotropia in {\displaystyle x\in M}, e possiede una naturale struttura di gruppo. Se due oggetti {\displaystyle x} e {\displaystyle y} sono nella stessa orbita, i gruppi di isotropia {\displaystyle G_{x}} e {\displaystyle G_{y}} sono isomorfi. In particolare, tutti i gruppi di isotropia di un gruppoide transitivo sono isomorfi fra loro.
I concetti di morfismo di gruppoidi e di sottogruppoide sono definiti come i loro analoghi in teoria dei gruppi.
Ecco alcuni semplici esempi di gruppoidi:
- Ogni gruppo {\displaystyle G} è un gruppoide {\displaystyle G\rightrightarrows \{*\}} con un solo oggetto.
- Dato un insieme {\displaystyle M}, il gruppoide unità {\displaystyle M\rightrightarrows M} è il gruppoide con {\displaystyle s=t=\mathrm {id} _{M}} e moltiplicazione triviale.
- Dato un insieme {\displaystyle M}, il gruppoide coppia {\displaystyle M\times M\rightrightarrows M} è il gruppoide con sorgente {\displaystyle s(x,y)=y}, bersaglio {\displaystyle t(x,y)=x} e moltiplicazione {\displaystyle (x,y)\cdot (y,z)=(x,z).}
- Data un'azione (per esempio sinistra) di un gruppo {\displaystyle G} su un insieme {\displaystyle M,} il gruppoide di azione {\displaystyle G\times M\rightrightarrows M} è definito sorgente {\displaystyle s(g,x)=x}, bersaglio {\displaystyle t(g,x)=g\cdot x} e moltiplicazione {\displaystyle (h,g\cdot x)\cdot (g,x)=(hg,x).}

## Gruppoidi con strutture geometriche
Un gruppoide topologico è un gruppoide {\displaystyle G\rightrightarrows M} in cui {\displaystyle G} e {\displaystyle M} sono spazi topologici, le mappe di struttura sono continue, e le mappe sorgente e bersaglio sono aperte. Questa nozione è la diretta generalizzazione di un gruppo topologico.
Analogamente, un gruppoide di Lie è un gruppoide topologico {\displaystyle G\rightrightarrows M} in cui {\displaystyle G} e {\displaystyle M} sono varietà differenziabili, le mappe di struttura sono lisce, e le mappe sorgente e bersaglio sono summersioni. Questa nozione è la diretta generalizzazione di un gruppo di Lie. Come per i gruppi di Lie, è possibile studiare un gruppoide di Lie attraverso la sua controparte infinitesima, il suo algebroide di Lie, che generalizza il concetto di algebra di Lie.
Un gruppoide di Lie {\displaystyle G\rightrightarrows M} può essere dotato di ulteriori strutture geometriche: è sufficiente equipaggiare la varietà {\displaystyle G} con una struttura geometrica, e imporre un'appropriata condizione algebrica di compatibilità con la moltiplicazione. Questi tipi di gruppoidi sono strumenti fondamentali in geometria simplettica e geometria di Poisson e in teoria delle foliazioni.